# Archignac
Archignac is een gemeente in het Franse departement Dordogne (regio Nouvelle-Aquitaine) en telt 297 inwoners (1999). De plaats maakt deel uit van het arrondissement Sarlat-la-Canéda.

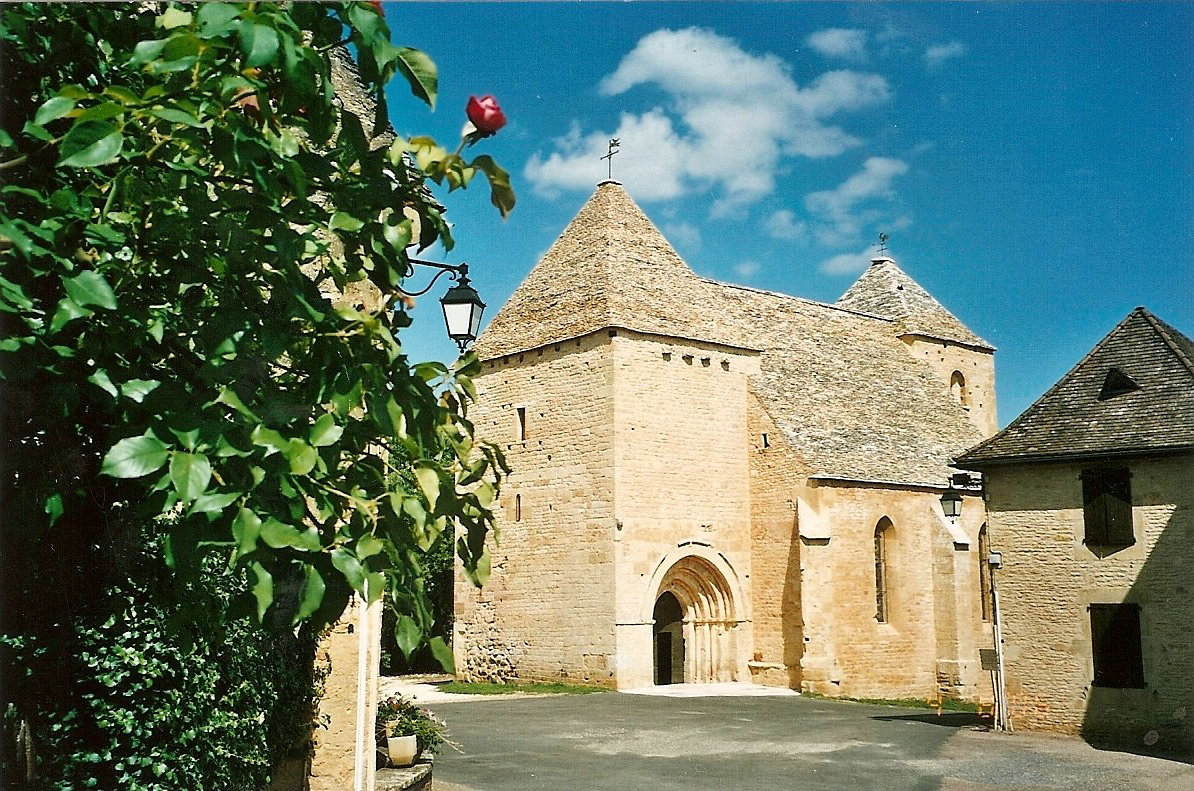

## Geografie
De oppervlakte van Archignac bedraagt 23,2 km², de bevolkingsdichtheid is 12,8 inwoners per km².
De onderstaande kaart toont de ligging van Archignac met de belangrijkste infrastructuur en aangrenzende gemeenten.

## Demografie
Onderstaande figuur toont het verloop van het inwonertal (bron: INSEE-tellingen).